# Variety Lab
Variety Lab est un groupe d'electropop français, originaire de Nancy, en Meurthe-et-Moselle. Thierry Bellia, Jérôme Didelot (Orwell), Alexandre Longo (Cascadeur) et Vincent Mougel le composent. Deux albums ont été réalisés : Providence et Team Up!.

## Biographie
Le groupe est formé en 1999 à Nancy, en Meurthe-et-Moselle. Leur premier album, intitulé Providence, sort en mars 2002 aux labels Ici, d'ailleurs... et Wagram. Plusieurs titres de cet album figurent sur des compilations des années 2000. La chanson London in the Rain apparaît sur la compilation Hôtel Costes, Vol. 4: Quatre. Cette chanson contient un sample de London in the Rain de Blossom Dearie. Le titre cumule plusieurs millions d'écoutes sur les plateformes de streaming. On retrouve également London in the Rain sur la bande originale du jeu vidéo Gran Turismo Sport 2017.
Leur deuxième album, Team Up! sort en 2009 aux labels Pschent, Ici, d'ailleurs... et Wagram. Sur cet album, les trois musiciens sont accompagnés d'artistes prestigieux comme Donovan, Yael Naim, David Bartholomé (Sharko), Mona Soyoc (KaS Product) ou encore Lisa Kekaula (The Bellrays).
En 2021, Thierry Bellia réalise le mockumentaire L'Enquête Loumavox avec Christian Lamalle, dans lequel intervient Jean-Michel Jarre.
En 2023, le titre I Can't Help Thinking About You a été utilisé dans la série Netflix You (saison 4, épisode 6).

## Discographie
- 2002 : Providence (Ici, d'ailleurs..., Wagram)
- 2009 : Team Up! (Pschent, Ici, d'ailleurs..., Wagram)

## Filmographie
- 2021 : L'Enquête Loumavox (avec Jean-Michel Jarre)
- 2023 : You (S4E6)